# Horst Gäbler

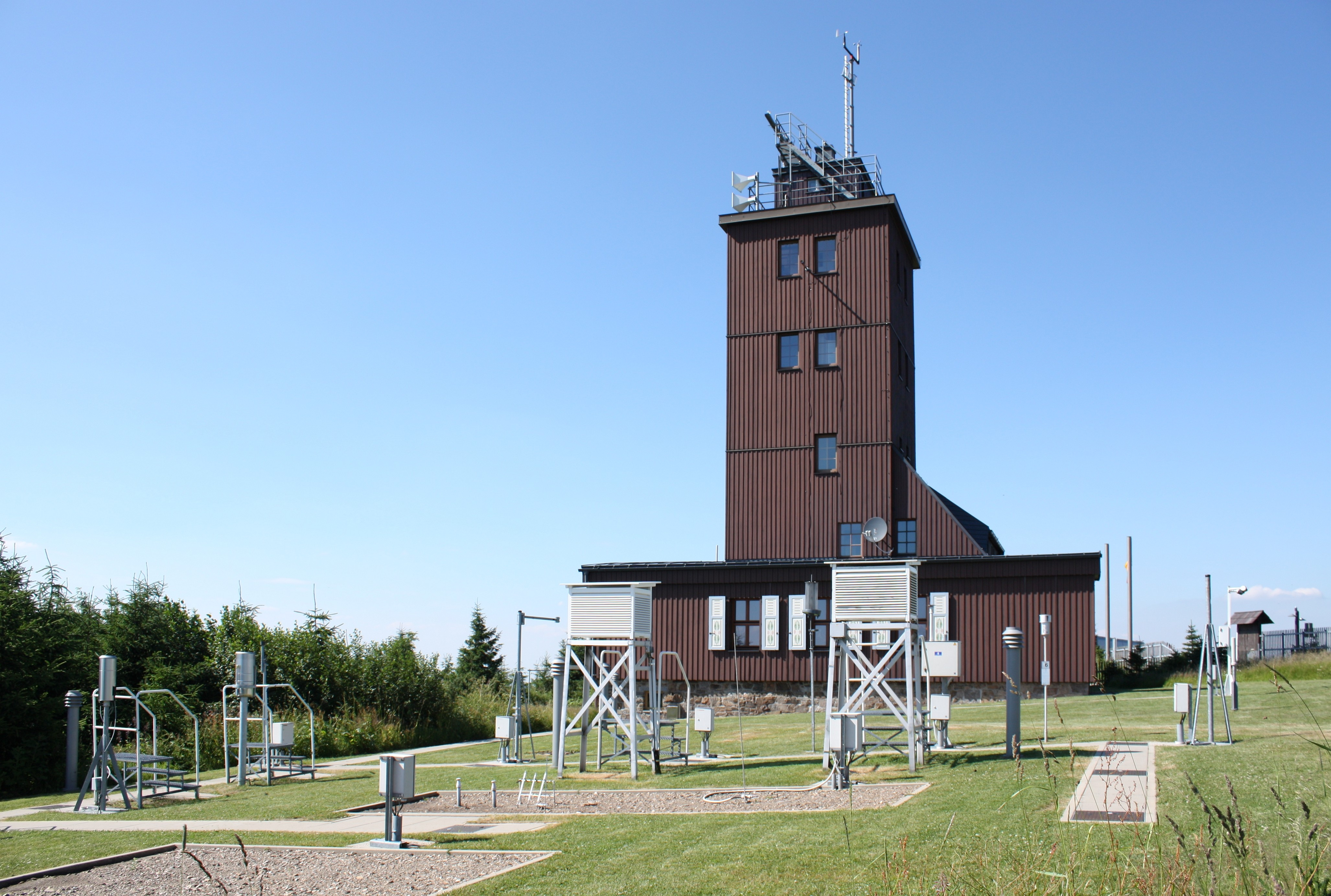
Wetterwarte auf dem Fichtelberg – Wirkungsstätte Gäblers

Horst Gäbler (* 17. Dezember 1921 in Pöhla; † 6. Januar 2014) war ein deutscher Ingenieur für Meteorologie und Wetterwart auf dem Fichtelberg im sächsischen Erzgebirge. Er war der Erste, der einen später sogenannten Moilanenbogen als Teil eines Eisnebelhalo skizzierte, der V-förmig ca. 10° oberhalb der Sonne stand.

## Leben
Gäbler wurde als Sohn eines aus Leipzig stammenden Lithographen und dessen Ehefrau, der Tochter des Pöhlaer Försters, im Forsthaus Pöhla im westlichen Erzgebirge geboren. 1924 zog er gemeinsam mit seinen Eltern in die sächsische Landeshauptstadt nach Dresden, wo er die Schule besuchte. Nach der anschließenden Ausbildung zum Ingenieur-Meteorologen übernahm er im Jahre 1949 die Leitung der Meteorologischen Station auf dem 1214 m hohen Fichtelberg, dem höchsten Berg der damaligen DDR. Er bewohnte fortan mit seiner Familie die auf dem Berggipfel befindliche Wetterwarte. Die Wetterwarte auf dem Fichtelberg wurde unter seiner Leitung zum Bergobservatorium ausgebaut. 1981 gab er nach Erreichen des Ruhestandes das Amt des Wetterwarts in jüngere Hände. Er lebte zuletzt in Radebeul.
Aus seinen Aufzeichnungen geht hervor, dass er durchschnittlich 300 Nebeltage im Jahr und eine Durchschnittstemperatur von 2,8 Grad Celsius erlebte. Gemessene Schneehöhen von 10 bis 12 Metern waren keine Seltenheit.
Er wurde scherzhaft Höchster Mann der DDR bezeichnet.
Seine Ehefrau Helga (1923–2016) publizierte mehrere Bücher, u. a. über ihr Heimatdorf Reppen (Reppen: ein Dorf im Wandel. Radebeul um 2006.), über die Hilfsorganisationen Oberwiesenthals (Immer hilfsbereit: Entwicklung der Hilfsorganisationen Oberwiesenthals. Leipzig 2008. ISBN 978-3-941394-03-2) sowie ihre persönlichen Lebenserinnerungen (Geschichten für meine Kinder, Enkel und Urenkel und alle, die sich dafür interessieren. Leipzig 2004. ISBN 3-9809165-3-7). In der Kategorie Lebenswerk wurde ihr 2015 der Ur-Krostitzer Jahresring verliehen. Ihre Tochter Brigitte Roscher geb. Gäbler (* 1951) war Leiterin des Ski- und Heimatmuseums in Oberwiesenthal.

## Schriften (Auswahl)
- Luftspiegelungen auf dem Fichtelberg, in: Kultur und Heimat. Monatsblatt für Erfahrungsaustausch auf allen Gebieten der Kulturarbeit im Kreis Annaberg 2 (1955), 4, S. 9–12
- Das Internationale Geophysikalische Jahr und die Fichtelbergwetterwarte, in: Kultur und Heimat 6 (1959), 4
- Über die Ultraviolettstrahlung im Gebirge als Heilfaktor, in: Kultur und Heimat 6 (1959) 8
- Gewitter auf dem Fichtelberg, in: Kultur und Heimat, 6 (1959), 11
- Kalendermäßige Eigentümlichkeiten, in: Kultur und Heimat, 7 (1960), 4, 7. 8, 10 und 11

## Auszeichnungen
- Reinhard-Süring-Plakette